# Ян Томаш Ґросс
 Ян Томаш Ґросс (пол. Jan Tomasz Gross; нар. 1 серпня 1947, Варшава) — американський соціолог, історик та політолог польсько-єврейського походження, професор Принстонського університету. Автор досліджень на тему дискримінації та знищення євреїв на території Польщі у ХХ столітті, що стали широко відомими і отримали значний політичний і суспільний резонанс.

## Біографія
Ян Томаш Ґросс народився у Варшаві у сім'ї єврея Зіґмунда Ґросса та польки Ханни Шуманьської, котра допомогла Зіґмунду врятуватись під час нацистської окупації Польщі. У роки комуністичного режиму, батько Яна, працював адвокатом та захищав багатьох діячів ліберального руху. В роки навчання у ліцеї Ян Томаш Ґросс зав'язав дружні стосунки із відомим, згодом, дисидентом та публіцистом Адамом Міхніком з яким заснував міжшкількний «Клуб шукачів справедливості» («Klub Poszukiwaczy Sprzeczności»). Спочатку, у 1965 році, вступив на фізичний факультет Варшавського університету, однак через рік став вивчати соціологію. Брав участь у різних неформальних дискусійних гуртках, котрі протиставляли себе офіційним молодіжним організаціям. З часом, став одним із лідерів студентського протестного руху, за що у кінці 1960-х знаходився під слідством та п'ять місяців утримувався в ув'язненні. З огляду на нову хвилю державної підтримки антисемітизму у тогочасній Польщі, у 1969 році вся родина Ґроссів виїхала до Сполучених Штатів Америки.
Закінчивши навчання, отримав у 1972 році докторський науковий ступінь у Єльському університеті, в якому залишився працювати до 1984 року. Далі викладав у ряді університетів, в тому числі Гарвардському, Стенфордському, Універистеті Берклі, а також в універистетах Нью-Йорка, Парижу, Відня. З 2003 року професор історії Принстонського університету.

## Науковий доробок
Докторська дисертація Ґросса була присвячена діяльності підпілля періоду німецької окупації. Згодом займався періодом встановлення радянської влади на теренах Західної України та Західної Білорусі, котрі з 1919 року знаходились у складі міжвоєнної Польщі, проводив публіцистичну діяльність.
Наприкінці 1980-х років почав займатись тематикою антисемітизму у Польщі. Загальну відомість йому принесла книга «Сусіди: знищення єврейської громади у Єдвабному» котра вийшла у Польщі в 2000 році, під назвою Sąsiedzi: Historia zagłady żydowskiego miasteczka у видавництві Фундація Прикордоння (Fundacja Pogranicze), а у 2001 році під назвою Neighbors: The Destruction of the Jewish Community in Jedwabne, Poland у видавництві Принстонського університету.
Книга побудована на матеріалах слідства проведеного у 1949 році комуністичною владою, свідченнях Шмуля Васерштайна, одного з небагатьох єврейських жителів Єдвабного, якому вдалось пережити війну, та ряді інших матеріалів (всього більше 160 посилань). Зібрані Ґроссом дані відкрили факт жорстокої розправи над євреями, яку здійснила польська частина населення містечка, за власною ініціативою і без участі німецьких окупаційних сил. Дослідження викликало значну дискусію як у професійних колах так і на загальносуспільному рівні та дало поштовх до переосмислення історичного досвіду поляків у роки Другої світової війни. В рамках загальнонаціональної дискусії навколо праці Ґросса Польський інститут національної пам'яті провів власне дослідження і, загалом, підтвердив правдивість наведених у книзі «Сусіди» даних. Винятком стала лише цифра загиблих євреїв: у Ґросса це 1600 осіб, а згідно даних інституту близько 300. В результаті підтвердження нововідкритих фактів у Єдвабному було облаштовано меморіальну територію, з позначенням на місцевості колишнього єврейського цвинтаря та стодоли де було спалено більшість жертв єврейського погрому.
Далі Ґросс повертається до тематики захоплення Західної України та Західної Білорусі радянською владою у 1939 році та видає у 2003 книгу «Революція ззовні. Радянське завоювання польської Західної України та Західної Білорусі» (Revolution from Abroad. The Soviet Conquest of Poland's Western Ukraine and Western Belorussia) та знову приходить до тематики антисемітизму в Польщі.
У 2006 році у видавництві Принстонського університету виходить його дослідження Страх: антисемітизм у Польщі після Аушвіцу (Fear: Anti-Semitism in Poland after Auschwitz). Якщо у книзі про різанину у Єдвабному Ґросс концентрується на трагедії єврейської громади одного містечка, то тут він намагається осмислити більші масштаби антисемітизму — як явища польського соціуму. На прикладі погрому в Кельцях 1946 року, в якому брала участь також і місцева поліція, Ґросс намагається заглибитись у коріння ненависті до євреїв, виділяючи роль релігійного фактору і стверджуючи, що польська церква надавала моральну підтримку переслідуванням євреїв і поширювала наклепницькі звинувачення на їх адресу.
Після видання книги польською мовою у 2008 році багато представників польського істеблішменту та духовенства виступили із критичними оцінками роботи, серед них і головний рабин Барт Шуман, який зазначив, що вона може зашкодити процесу примирення між обидвома народами.
У 2012 році у видавництві Оксфордського університету вийшла наступна книга Ґросса, на цей раз, написана у співавторстві із Іреною Ґрудзінською-Ґросс під назвою «Золоті жнива» (Golden Harvest). Основою для її написання стало фото польських селян що стоять коло груди черепів — решток знищених євреїв у концтаборі Треблінка. Згідно книги ці селяни займались мародерством, викопуючи трупи для пошуку золотих або срібних коронок чи зубних протезів.

## Звинувачення у Польщі
Прихід до влади у Польщі правих та консервативних сил (партії Право і справедливість), призвів до посилення критики на адресу досліджень та тверджень Ґросса. Так у 2016 році він був викликаний на допит до катовіцької прокуратури для пояснення свого твердження про те, що «під час війни поляки убили більше євреїв ніж німців», а також визначення як «банальної та загальновідомої всім історикам цього періоду» інформації що під час війни «поляки вбили коло 30 000 німців і від 100 000 до 200 000 євреїв». Допит Ґросса тривав коло п'яти годин. Хоча прокуратура не повідомила деталей допиту, Ґросс заявив, що його тема виходила за рамки власне достовірності його історичних тверджень. Прокурор, зокрема, цікавився чи мав він намір образити польську націю. «Я просто сказав правду, а правда іноді шокує людей, які її не знають» — повідомив Ґросс. У разі визнання його винним, Ґроссу загрожує ув'язнення до трьох років. Крім того, польський президент Анджей Дуда заявив про намір позбавити Ґросса «Ордену за заслуги» через «спроби пошкодити добре ім'я Польщі».

## Візити до України
У 2013 році Ян Т. Ґросс вперше відвідав Львів та виступив із лекцією у рамках літньої школи «Єврейська історія та багатоетнічне минуле Центрально-Східної Європи: суспільства, культури та спадщини», а у 2016 році Ян Т. Ґросс знову відвідав Львів, де в рамках серії лекцій та дискусій «Єврейські дні у Ратуші» прочитав лекцію «Революція зовні, окупація зсередини?».

## Праці
- Gross, Jan Tomasz (1979). Polish Society Under German Occupation - Generalgouvernement, 1939-1944. Princeton, NJ: Princeton University Press.
- Irena Grudzińska-Gross, Jan Tomasz Gross: War through children's eyes: the Soviet occupation of Poland and the deportations, 1939—1941,
- Gross, Jan Tomasz; Irena Grudzińska-Gross (1984). W czterdziestym nas matko na Sybir zesłali ... London: Aneks.
- Gross, Jan Tomasz (1998). Upiorna dekada, 1939-1948. Trzy eseje o stereotypach na temat Żydów, Polaków, Niemców i komunistów. Kraków: Universitas.
- Gross, Jan Tomasz (1999). Studium zniewolenia. Kraków: Universitas.
- Gross, Jan Tomasz (2000). Istvan Deak and Tony Judt (ред.). The Politics of Retribution in Europe: World War II and Its Aftermath. Princeton, NJ: Princeton University Press.
- Gross, Jan Tomasz (2001). Neighbors: The Destruction of the Jewish Community in Jedwabne, Poland. Princeton, NJ: Princeton University Press. ISBN 0-14-200240-2.
- Gross, Jan Tomasz (2003). Revolution from Abroad. The Soviet Conquest of Poland's Western Ukraine and Western Belorussia. Princeton: Princeton University Press. ISBN 0-691-09603-1.
- Gross, Jan Tomasz (2003). Wokół Sąsiadów. Polemiki i wyjaśnienia (Polish) . Sejny: Pogranicze. ISBN 83-86872-48-9.
- Gross, Jan Tomasz (2006). Fear: Anti-Semitism in Poland After Auschwitz. Random House. ISBN 0-375-50924-0.
- Gross, Jan Tomasz; Irena Grudzińska-Gross (2012). Golden Harvest. New York: Oxford University Press. ISBN 978-0-19-973167-1.

## Зовнішні посилання
- Ян Т. Ґросс: пам'ятники треба ставити євреям, вивезеним із містечок, а не Качинському. [Архівовано 21 червня 2020 у Wayback Machine.]
- Ян Т. Ґросс. Огляд книги Владислава Гриневича "Неприборкане різноголосся: Друга світова війна і суспільно-політичні настрої в Україні, 1939 – червень 1941 рр." [Архівовано 21 червня 2020 у Wayback Machine.]